# Кикино (Дмитровский городской округ)
Кикино — деревня в Дмитровском районе Московской области, в составе сельского поселения Якотское. Население — 17 чел. (2010). До 1954 года — центр Кикинского сельсовета. В 1994—2006 годах Кикино входило в состав Слободищевского сельского округа. В деревне действует Покровская церковь 1912 года постройки, работы архитектора Николая Николаевича Благовещенского

## Расположение
Деревня расположена в северо-восточной части района, на границе с Сергиево-Посадским, примерно в 20 км к северо-востоку от Дмитрова, на левом берегу реки Вели (левый приток Яхромы), высота центра над уровнем моря 161 м. Ближайшие населённые пункты — Антоново, на противоположном берегу реки и Селиваново на севере, обе Сергиево-Посадского района, Никитино на юге, Василево на юго-западе, Сихнево на северо-западе.

## Население

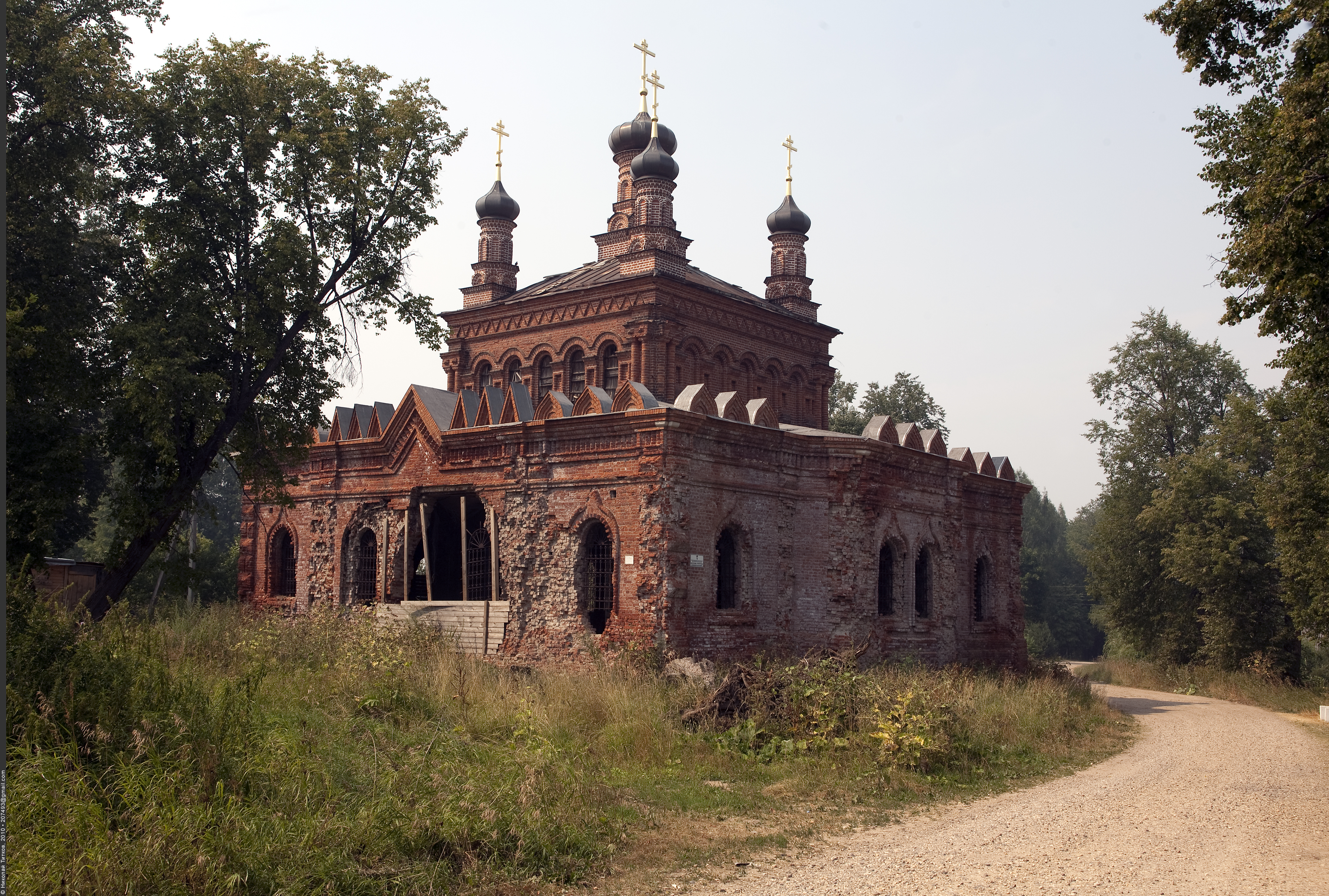
Храм Покрова Пресвятой Богородицы в селе Кикино

| 2002 | 2006 | 2010 |
| ---- | ---- | ---- |
| 19   | ↘13  | ↗17  |